# Chloroclystis v-ata
Chloroclystis v-ata là một loài bướm đêm thuộc họ Geometridae. Nó được tìm thấy ở khắp the Palearctic region, Cận Đông và North Africa. Nó cũng phân bố ở British Isles ngoại trừ phía bắc Scotland.
Cánh trước của con trưởng thành mới xuất hiện màu xanh lá câyy và có hình chữ V..

## Hình ảnh

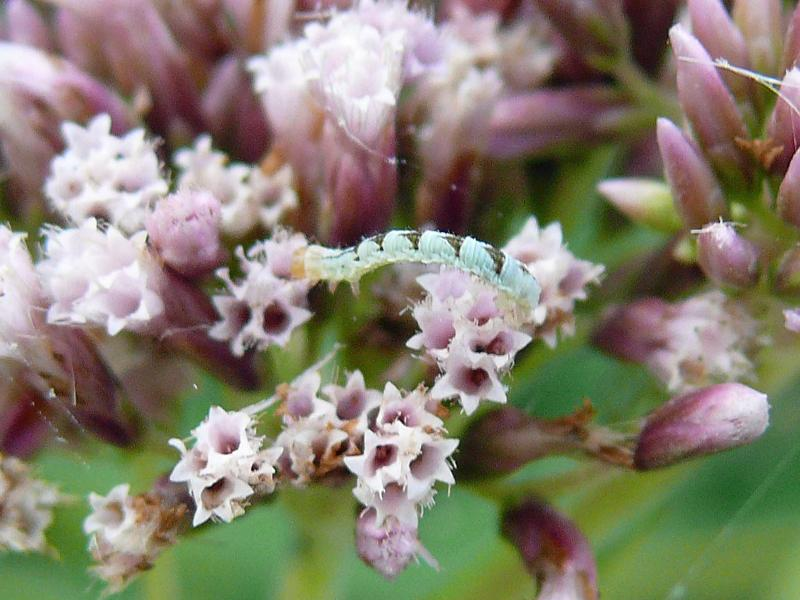
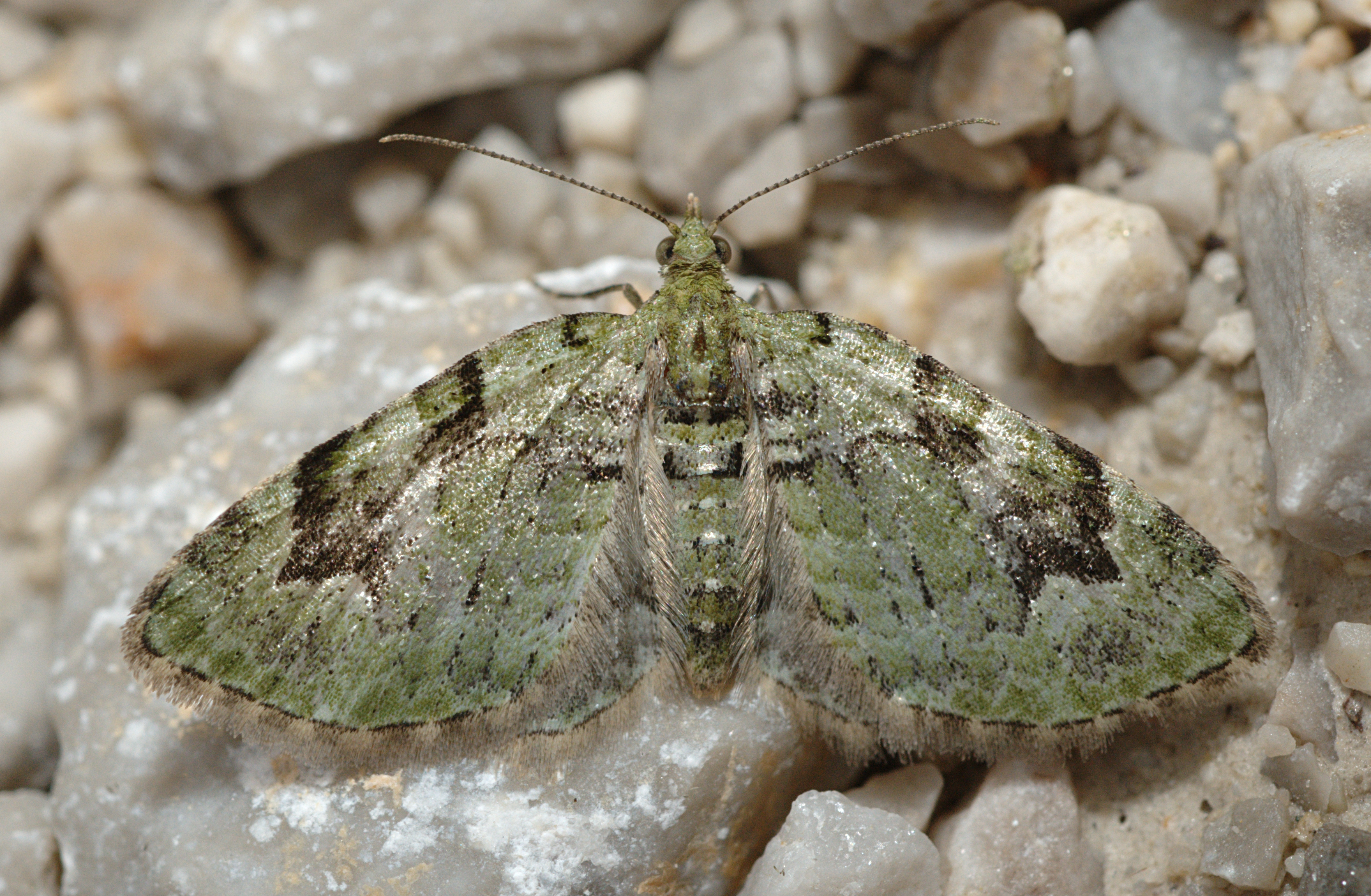

## Các loại cây thực phẩm nhận được
- Achillea - Yarrow
- Angelica
- Artemisia - Mugwort
- Clematis
- Eupatorium
- Ligustrum - Privet
- Lysimachia
- Lythrum
- Rubus
- Sambucus - Elder
- Solidago - Goldenrod